# Bahnhof Lippstadt
Der Bahnhof Lippstadt ist ein Nah- und Fernverkehrshalt der Mitte-Deutschland-Verbindung im Kreis Soest und liegt an der Bahnstrecke Hamm–Warburg, die in Lippstadt mit der Bahnstrecke Münster–Warstein kreuzt. Bis 1979 zweigte hier auch noch die Rhedaer Bahn nach Rheda ab.

## Verkehr

### Fernverkehr
Im Schienenpersonenfernverkehr wird Lippstadt seit Dezember 2020 täglich von einem Intercity-Express-Zugpaar sowie weiteren unregelmäßig angebotenen IC-Verbindungen bedient. Es handelt sich um einzelne Züge der Linien IC 50 Düsseldorf–Hamm–Kassel–Erfurt–Gera/Leipzig und ICE 41 Darmstadt–Frankfurt–Köln–Düsseldorf–Hamm–Kassel–Würzburg–München.

### Nahverkehr
Im Schienenpersonennahverkehr bedienen der Rhein-Hellweg-Express (RE 11) im Stunden-Takt und die Ems-Börde-Bahn (RB 89) im 30-Minuten-Takt Lippstadt. Der Rhein-Hellweg-Express wird von National Express betrieben, die Ems-Börde-Bahn von der eurobahn.
| Linie       | Linienverlauf | Takt                                                                                        |
| ----------- | --- | ------------------------------------------------------------------------------------------- |
| RE 11 (RRX) | Rhein-Hellweg-Express: Kassel-Wilhelmshöhe – Hofgeismar – Warburg (Westf) – Willebadessen – Altenbeken – Paderborn Hbf – Lippstadt – Soest – Hamm (Westf) Hbf – Kamen – Dortmund Hbf – Bochum Hbf – Wattenscheid – Essen Hbf – Mülheim (Ruhr) Hbf – Duisburg Hbf – Düsseldorf Flughafen – Düsseldorf Hbf Abschnitt Düsseldorf–Hamm entfällt aufgrund einer angespannten Personalsituation bis auf einzelne Fahrten. Stand: Februar 2025 | 60 min                                                                                      |
| RB 89       | Ems-Börde-Bahn: Münster (Westf) Hbf – Münster-Hiltrup – Rinkerode – Drensteinfurt – Mersch (Westf) – Hamm-Bockum-Hövel – Hamm (Westf) Hbf – Welver – Borgeln – Soest – Bad Sassendorf – Lippstadt – Dedinghausen – Ehringhausen – Geseke – Salzkotten – Scharmede – Paderborn Hbf (– Altenbeken – Willebadessen – Warburg (Westf)) Stand: Fahrplanwechsel Dezember 2023                                                                 | 30 min 60 min (Münster–Hamm an Wochenenden/Feiertagen) eine Fahrt Sa/So (Paderborn–Warburg) |

## Geschichte
Die Hauptbahn wurde zwischen Hamm und Paderborn am 1. Oktober 1850 von der Königlich-Westfälischen Eisenbahn-Gesellschaft eröffnet. Die Weiterführung nach Warburg erfolgte 1853. Die Bahnstrecke von Münster nach Warstein nahm am 31. Oktober 1883 ihren Betrieb auf. Die Bahnstrecke Lippstadt–Rheda folgte 1887.
Auf der in Nord-Süd-Richtung verlaufenden Strecke der Westfälischen Landes-Eisenbahn Münster–Warstein wurde der Personenverkehr 1975 in zwei Etappen eingestellt. Sie wird heute als reine Güterverkehrsstrecke genutzt. Im Jahre 1979 wurde schließlich auch der Personenverkehr nach Rheda eingestellt. Diese Strecke ist mittlerweile stillgelegt und größtenteils abgebaut.
Der Nordbahnhof an der Strecke nach Beckum/Neubeckum wurde 1987 komplett (Empfangsgebäude, Güterschuppen, Laderampe, Gleisanlagen) abgerissen; lediglich das 1910 gebaute und jetzt funktionslose Stellwerk und das Streckengleis selbst blieben erhalten. In der Nähe des ehemaligen Nordbahnhofs befindet sich auch die Zentrale der Westfälischen Landeseisenbahn, mit dem dortigen Güterbahnhof und der Zentralwerkstatt.
Nach dem Zweiten Weltkrieg arbeitete mehrere Jahrzehnte der Gepäckträger und Kunstpfeifer Flöten-Ewald am Bahnhof, der dadurch zu einem stadtbekannten Original wurde.

## Verkehrsanbindung
Der Bahnhof Lippstadt befindet sich unmittelbar südlich der Innenstadt und der Fußgängerzone. Gegenüber dem Bahnhof befindet sich der zentrale Busbahnhof, wo Anschluss an die Stadt- und Regionalbuslinien sowie an die Schnellbuslinie S60 nach Warstein besteht.

## Gebäude
Das Empfangsgebäude stammt aus den 1970er Jahren. Es beherbergt ein DB Reisezentrum, einen Kiosk, eine Radstation und Toiletten.

## Zugang
Der Bahnhof ist barrierefrei ausgebaut. Der Zugang zum Gleis 1 und zum Empfangsgebäude erfolgt über Rampen, die Gleise 2 und 3 sind über einen Aufzug erreichbar. Der Bahnsteig an Gleis 1 ist mit einem taktilen Leitsystem für Sehbehinderte ausgestattet.

## Tarif
Die Stadt Lippstadt gehört zum Westfalentarif (WT).